# Jocelyn Jalette
Jocelyn Jalette est un scénariste et dessinateur québécois de bande dessinée, né en 1970 à Joliette (Québec).

## Biographie
Jocelyn Jalette commence sa carrière en 1987 dans les pages de la revue Jeunes du monde. À compter de l’année suivante son personnage, le président David Gérald, y a vécu ses quatre premières aventures. Par la suite, il se consacre principalement à l’illustration de manuels scolaires, d’affiches et divers autres travaux.
En septembre 2001, aux éditions Soleil de minuit, la nouvelle collection BD-rom présente un concept différent alliant des chapitres écrits et de la bande dessinée. Un peuple en otage sera suivi en janvier 2003 de Échec à la guerre et en 2004 de Balle perdue pour David Gérald. Ces trois BD-romans remettent en évidence son héros David Gérald. L’auteur continue ensuite la série, cette fois à l’intérieur de trois livres abordant des thèmes d’actualités. Grâce à une section roman illustrée suivie tête-bêche par une section informative, il parle aux jeunes d’environnement (La Grosse Machine), de démocratie (David Gérald affronte l’Harmatan) et de droits humains (Les Chevaliers de la renaissance).
En avril 2009, il  est le premier au Québec à publier une bande dessinée racontant l’histoire des patriotes : La République assassinée des patriotes.
Grâce à ce travail, il est invité en 2012 à faire les dessins d'un film d'animation qui se verra comme étant une bande dessinée animée: L'assemblée des Six-Comtés. Ce court-métrage de 28 minutes se retrouve en projection au Festival de Cannes en mai 2013.
En janvier 2006, un guide pédagogique sur la bande dessinée paraît aux éditions Hurtubise HMH, corédigé avec Tristan Demers. En novembre 2002, en 2007 et en 2012, il participe à la tournée de la semaine du livre canadien pour la jeunesse - volet francophone. En octobre 2003 il est invité officiel au rendez-vous international de la BD de Gatineau.
Il est membre de l’Association des écrivains québécois pour la jeunesse (AEQJ) et participe à huit recueils de nouvelles de l’organisme. Il est inscrit au programme culture-éducation du ministère québécois de la Culture et des Communications. Il est aussi membre de Communication-jeunesse.
Jocelyn s’inspire de la BD classique, en particulier du Docteur Justice, un héros humanitaire paraissant dans le magazine Pif Gadget. Autodidacte, le créateur puise ses sujets au cœur de l’actualité internationale et les adapte à sa manière.
Ces différentes implications à l’intérieur de nombreux organismes défendant l’environnement, la justice sociale ou les droits humains ont modelé sa façon de voir le monde. Ces multiples expériences transpirent ainsi dans les histoires imaginées par Jocelyn. Ce dernier y ajoute de l’humour et de l’aventure ; voilà la base du petit monde de David Gérald.